# جامع كوشة
جامع كوشة (بالفارسية: مسجد جامع کوشه) هو مسجد تاريخي يعود إلى عصر الدولة القاجارية، ويقع في مقاطعة بردسكن، قرية كوشة.